# Marc Censi
Pour les articles homonymes, voir Censi.
Marc Censi, ingénieur conseil (Arts et Métiers), né le 24 janvier 1936 à Rodez (Aveyron), est un homme politique français. Il est membre de l'Union pour la démocratie française (UDF) et du Parti républicain (PR), puis de Démocratie libérale (DL) et enfin de l'Union pour un mouvement populaire (UMP).

## Biographie
Marc Censi est le fils d'Ampelio Censi, monteur en minoterie originaire d'Italie, et de Suzanne Dueymes, fille d'un filateur de Rodez.
Marié en 1958, il est le père de quatre enfants dont le député Yves Censi.
Il est membre de la Société des lettres, sciences et arts de l'Aveyron.

## Carrière politique

### Mandats en cours
- Président-fondateur de l'Assemblée des communautés de France (ADCF) depuis 1989
- Vice-président de l'Association française du Conseil des communes et régions d'Europe (AFCCRE) depuis 2004
- Président du Syndicat mixte d'étude et de promotion de l'axe européen Toulouse-Lyon (RN 88) depuis 1991

### Mandats effectués
- Adjoint au maire de Rodez de 1971 à 1983
- Conseiller régional de Midi-Pyrénées de 1974 à 1987 puis de 1998 à 2004
- Conseiller général de Rodez-Est de 1982 à 1988
- Maire de Rodez de 1983 à 2008
- Président de la Communauté d'agglomération du Grand Rodez de 1983 à 2008
- Président du Conseil régional de Midi-Pyrénées de 1987 à 1998. Lors de l'élection à la présidence de la région, le groupe du Front national vote dans un premier temps pour Marc Censi, mais celui-ci refuse d'être élu avec des voix frontistes et démissionne sans se représenter aux tours suivants. C'est finalement le député et maire socialiste de Figeac, Martin Malvy, qui est élu par 44 voix sur 91[2].

### Décorations
- Médaille de la jeunesse et des sports
- Chevalier de la Légion d'honneur en avril 1994 puis Officier le 1er janvier 2003
- Chevalier de l'ordre des Arts et des Lettres en août 1994
- Commandeur de l'ordre national du Mérite le 15 mai 2005

## Carrière professionnelle

### Formation
- Études primaires et secondaires à l'institution Saint-Joseph - Lycée Monteil à Rodez
- Licence en sciences économiques (1958)
- Ingénieur diplômé de l'École catholique d'arts et métiers (ECAM) à Lyon (1956 - 1959)
- Ingénieur meunier à l'École nationale supérieure des industries meunières et céréalières (ENSIMC) à Paris) (1960)

### Vie professionnelle
- Dirigea une entreprise de meunerie
- Fondateur d'un bureau d'études en ingenierie des structures (1962 - 1983)
- Président de la Jeune Chambre économique de Rodez (1968 - 1969) sénateur JCI
- Médiateur de l'eau depuis 2009

## Carrière artistique
- Inspirateur des fresques historiques Antoine Colinet, compagnon bâtisseur et Guilhem de Peire sur les chemins de Saint-Jacques